# 傅崐成
傅崐成（1951年11月4日—），中華民國法學家及政治人物，曾代表新黨在臺北縣選區當選為第三屆立法委員。曾任國立臺灣大學法學院副教授、國立金門大學教授；2000年赴中國大陸任教，曾任上海交通大学凯原法学院特聘教授、厦门大学法学院教授、博士生导师，厦门大学南海研究院院长，《中国海洋法学评论》主编，香港《中国评论》学术顾问，同時也擔任中國廈門大學海洋與海岸帶發展研究院教授、現任中國海南大學法律學院教授。
1998年底第四屆立法委員選舉在台北縣第一選區競選連任，但未當選。2001年底第五屆立法委員選舉仍於同選區參選，亦未當選。